# Cristopher Meléndez
Cristopher Meléndez, né le 25 novembre 1997 à La Ceiba, est un footballeur international hondurien. Il joue au poste de défenseur au FC Motagua.

## Biographie

### En club
Avec le FC Motagua, il atteint la finale de la Ligue de la CONCACAF en 2021, en étant battu par le Comunicaciones FC.

### En sélection
Avec la sélection olympique, il participe aux Jeux olympiques d'été de 2020, organisés lors de l'été 2021 à Tokyo. Lors du tournoi olympique, il joue trois matchs. Avec un bilan d'une victoire et deux défaites, le Honduras est éliminé dès le premier tour.
Il fait ses débuts en sélection le 12 novembre 2021, contre le Panama, lors des qualifications à la Coupe du monde 2022, où il joue la seconde mi-temps (défaite 2-3).

## Palmarès
- Médaille d'argent aux Jeux panaméricains en 2019 avec l'équipe du Honduras
- Finaliste de la Ligue de la CONCACAF en 2021 avec le FC Motagua
- Champion du Honduras en 2016 (Apertura) et 2017 (Clausura) avec le FC Motagua